# 叶黑粉菌科
叶黑粉菌科（学名：Entylomataceae）为外担菌纲叶黑粉菌目的一个科。 叶黑粉菌目是一個單型目, 它只有叶黑粉菌科這一個科。叶黑粉菌目和叶黑粉菌科都是於1997年被劃分。

## 下级分类
本科包括以下属：
- 叶黑粉菌属 Entyloma
- Entylomella